# Fabrice Vandeputte
Fabrice Vandeputte, né le 22 septembre 1969 à Mazingarbe, est un ancien footballeur français qui évolue au poste de milieu de terrain.

## Biographie

### Carrière de joueur
Formé au LOSC Lille, il dispute une centaine de matchs avec le CS Louhans-Cuiseaux en Division 2.

### Carrière d'entraîneur
Le 23 mars 2021, Vandeputte est nommé entraîneur de l'équipe première du Stade Malherbe de Caen à la suite du limogeage de Pascal Dupraz. Cédric Hengbart, l'adjoint de Vandeputte en réserve, le rejoint en tant qu'entraîneur adjoint de l'équipe senior. À la fin de la saison, Caen réussit à rester en Ligue 2, terminant 17e. Vandeputte retourne ensuite entraîner l'équipe de réserve et est remplacé par Stéphane Moulin.
En juillet 2022, il est nommé directeur du Pôle Elite du centre de formation de l'Olympique de Marseille.